# Dolyar
Dolyar (ryska: Далляр, azerbajdzjanska: Dəllər) är en ort i Azerbajdzjan.   Den ligger i distriktet Şəmkir Rayonu, i den västra delen av landet, 300 km väster om huvudstaden Baku. Dolyar ligger 341 meter över havet och antalet invånare är 4 399.
Terrängen runt Dolyar är platt åt nordost, men åt sydväst är den kuperad. Närmaste större samhälle är Shamkhor, 3,9 km söder om Dolyar.
Trakten runt Dolyar består till största delen av jordbruksmark. Runt Dolyar är det ganska tätbefolkat, med 108 invånare per kvadratkilometer.